# شبروكهوفل
اشبروكهاول (بالألمانية: Sprockhövel) هي بلدة ألمانية تقع في ألمانيا في دائرة ريفية إنبه رور ‏. يقدر عدد سكانها بـ 25,554 نسمة .